# 三人称
三人称（さんにんしょう）は、言語における人称のひとつで、話し手と聞き手以外の話に上がってくる人、物、名詞で表せる出来事などの語句のことを指す。第三人称、他称。
言語によっては、一連の話の中で登場する複数の第三者を、例えば登場の順番によって人称的に区別するものもある。また一般の人間（不定称：例えばフランス語の代名詞"On"など）を表現するのに三人称を用いる言語が多いが、これを別人称として表現する言語もある。
また、物語において書き手が主人公をはじめとする登場人物を言語における三人称を用いた用法と視点で語るとき、物語が三人称であるともいう。さらにより一般に、主観をまじえず客観的であるよう意識した叙述や、個人の目から見たのではなく俯瞰的にみた映像も三人称的といわれることもある。

## 三人称代名詞

### 三人称代名詞の種類
多くの言語では、距離による使い分けがある。たとえば英語では近距離のものにはthis、遠距離のものにはthatを使う。中国語ではそれぞれ這（簡体字 这）と 那を使う。このような三人称をそれぞれ近称、遠称という。
日本語ではこれ、それ、あれと3段階に使い分ける。このような三人称をそれぞれ近称、中称、遠称という。
インド・ヨーロッパ語族の多くの言語では、数と性による区別がある。

### 日本語
一人称や二人称と同様、日本語では、使い分けがある。代名詞だけでよく用いられるものでも以下のようなものがある。
- 人物：彼・彼ら、彼女・彼女ら（彼女たち）、こいつ（此奴）、そいつ（其奴）、あいつ（彼奴）
- モノ：これ・これら、それ・それら、あれ・あれら

### 英語
英語の代名詞の場合、単数形なら"it", "he", "she", "this", "that"、複数形なら"they", "these", "those"である。それぞれの単語は、ヒトかモノか、近称か遠称かなどの違いで使い分けられる。

### 中国語

#### 現代漢語
- 他：男性に使う。日本語の「彼」（女性にも使える）
- 他們：彼ら（性別を問わない）
- 她：女性に使う。日本語の「彼女」（男性には使用できない。もともと中国語にある言葉ではなく、劉半農が五四運動の時期に欧米語にならって新たに創出した[1]）
- 她們：彼女たち（中国語には元来この用法はなく、スペイン語のような欧米語を模倣したものである。劉半農が五四運動時期に提出したものが最も早い）
- -牠、牠們：動物に使う（中国大陸では「它」と合流している）
- 它、它們：三人称の「死物」（無生物）に使う（大陸では人間ではないものを指す）。人間の嬰児や死体など、明確な人格がないものを指した時期もあった
- 怹：あの方。尊称に使い、常用しない。多く文学作品にみられる
- 祂：神や昇天後のイエス・キリストなどに使う

#### 古代中国語と一部の現代中国語方言
- 伊：現在呉語や閩南語ではなおも用いられている。複数は「伊們」。中華民国（台湾）政府は公文書に使っている
- 彼、彼等
- 是
- 其
- 渠、佢：古くは渠と書いた。現在客家語方言や広東語方言はなおもこの用法を留めている。複数は「渠等、佢哋」。中華民国政府は公文書に使っている
- 之

### 二人称的
また日本語をはじめ東・東南アジアの言語には、一般的な二人称代名詞というものがなく、三人称的な名詞で代用するものも多い。
ほかに英語なども含め、一・二人称の代わりに「一般の人間」という形で遠回しに使うことがある。例えば、「俺の話を聞け」の代わりに「人の話を聞け」というなどの類。フランス語では主語としての不定人称代名詞"On"がこの用法でも多く用いられる。

## イリイズム
しばしば幼少期の子供が自分のことを自分の名前の三人称で呼ぶことがある。普通は成長するとともに、「私」「僕」などの一人称に変化していくが、成人しても使い続ける人もいる。特に沖縄県では、成人した女性が自分のことを自分の名前で呼ぶのはごく普通のことである。自分自身を三人称で呼ぶ現象は頻度は様々だが日本語以外でもあり、人称による動詞の変化をともなう言語の場合、自分を三人称として扱っていることがよりはっきりする。英語ではこうした現象をイリイズム（illeism）と呼んでいる。この名前はラテン語で三人称の人や物を表すilleから来ている。英語など一人称の役割のはっきりした言語でイリイズムは「誤った」言語の用法だとして問題視されることが多い一方で、タイ語などいくつかの言語のように子供・大人の別なく自分の名前で自分を指すことが問題とされない言語もある。
イリイズムにはいくつかの形態が見られる。まず子供のイリイズムに対応して、子供に親などが話しかけるときに自分のことを一人称代名詞ではなく「お父さん」「お母さん」のように呼ぶことが日本ではひろくみられ、これは英語でもしばしば認められる。また芸能人などが、自分の名前を覚えてもらうという営業目的や、演じている芸能人としてのキャラクターに対する必要性から、自分の愛称を一人称代名詞の代わりとする事がある。学術的文書や事務的文書でも自分を客体視して三人称で書く例がみられ、古くはカエサルの元老院への報告を元とした『ガリア戦記』はすべて三人称で書かれている。英語では政治家やスポーツ選手などにもイリイズムがまれに見られる。
幼少期のイリイズムに対しては、その原因として、一人称・二人称を文脈ごとに交代させなければならないことに子供が対応するのが困難であるためではないかという指摘や、また親が子に対して使うイリイズムが影響しているかもしれないという指摘がある。また英語においてイリイズムを用いて話すテレビのキャラクターとして、セサミストリートのエルモがおり、イリイズムの原因を作っているとして非難する親もいる。ただし、子供の人称代名詞使用の発達に関しては発達心理学者によってさまざまに調査・研究されてきており、世界の中での自己像の確立や言語にもたせる機能の発達などに係わる複雑な過程を経るものであり、単純な解釈はできない。